# De Vechtlanden
Dit overzicht is mogelijk incompleet; u kunt helpen door het uit te breiden.
De Vechtlanden was een waterschap in de Nederlandse provincie Overijssel. Het waterschap ontstond in 1991 uit de waterschappen Het Ommerkanaal en De Bovenvecht. In 2000 fuseerde het waterschap samen met 't Suydevelt en delen van het Zuiveringsschap Drenthe en Groot Salland tot het nieuwe waterschap Velt en Vecht. Gedurende het hele bestaan van De Vechtlanden was Willem Wolthuis de dijkgraaf.
In 1994 deed de Provinciale Staten van Overijssel het voorstel om in de provincie drie waterschappen te laten ontstaan die al het beheer doen.